# Rudno (Ukraina)
Rudno (ukr. Рудно) – osiedle na Ukrainie, w obwodzie lwowskim, w rejonie lwowskim, w hromadzie Lwów. W 2020 roku liczyło 7316 mieszkańców (2020), w 2001 było ich 6264.
W 1940 roku miejscowości nadano status osiedla typu miejskiego.